# ژانت نیلسن
ژانت نیلسن (انگلیسی: Jeanette Nilsen؛ زادهٔ ۲۷ ژوئن ۱۹۷۲) بازیکن هندبال اهل نروژ است.